# Götenes framtid
Götenes framtid är ett lokalt politiskt parti i Götene kommun. Partiet bildades 1994 och har ingått i kommunfullmäktige sedan dess. Partiet innehar mandatperioden 2022 - 2026 posterna som Kommunstyrelsens ordförande (kommunalråd), Kommunfullmäktiges ordförande samt vice ordförande i Nämnden för samhällsskydd Skaraborg.